# الخيال العلمي التناظري والواقع
الخيال العلمي التناظري والواقع هي مجلة خيال علمي أمريكية، صدرت في عام 1930، كان اسمها الأول قصص في غاية الإدهاش ثم قصص الخيال العلمي المدهشة ثم استقرّ اسمها الحالي منذ عام 1960، أصدر المجلة ويليام كلاين، وكان محررها هري بيتس، ثم خلفه جون كامبل منذ عام 1937.